# Río Palhano
El río Palhano es un curso de agua que baña el estado de Ceará, en Brasil.
Es un afluente del Río Jaguaribe. Su desembocadura está ubicada en el municipio de Itaiçaba. Se lleva ese nombre por ser el único río del municipio cearense llamado Palhano.
En la actualidad, el río Palhano sufre mucho con la degradación de la mata ciliar y retirada de arena de su lecho, que se vuelve cada vez más ancho y sin profundidad debido a la erosión de los márgenes.